# سورن چارکیان
سورن گابریلی چارکیان (ارمنی: Սուրեն Գաբրիելի Չարեկյան؛  زادهٔ ۲۲ ژانویهٔ ۱۹۰۱ - درگذشته ۱۲ اوت ۱۹۷۹)  رهبر ارکستر و کارشناس آموزش و پرورش اهل ارمنستان بود.

## زندگی‌نامه
وی در ۲۲ یا ۲۵ ژانویهٔ ۱۹۰۱ در تفلیس به دنیا آمد و از کنسرواتوار سنت پیترزبورگ فارغ‌التحصیل گشت. وی همچنین برنده جوایزی همچون هنرمند مردمی ارمنستان شوروی و نشان پرچم سرخ کار شد. وی در ۱۲ اوت ۱۹۷۹ در سن ۷۸ سالگی در ایروان درگذشت